# Thomas G. Turner

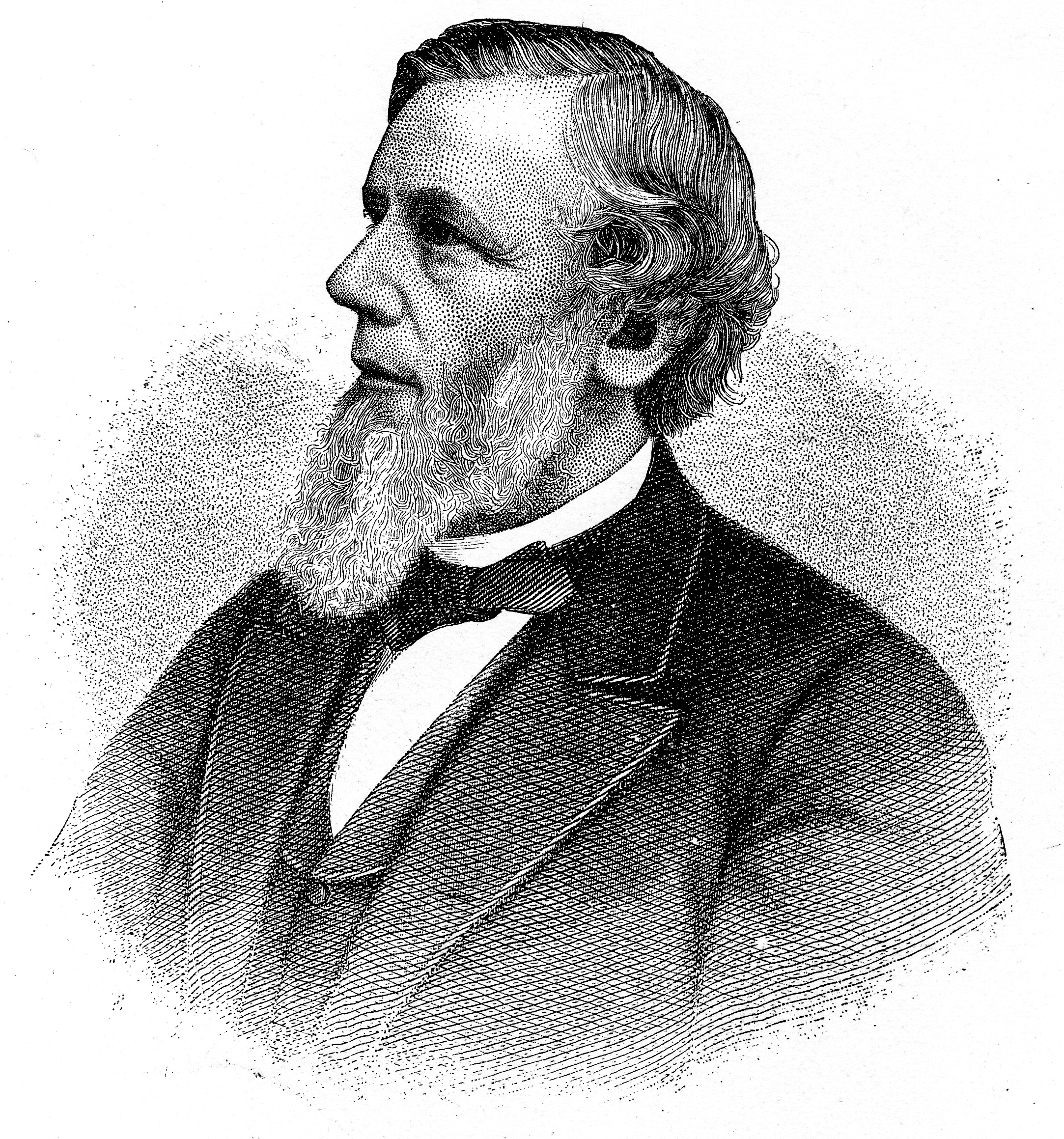
Thomas G. Turner

Thomas Goodwin Turner (* 24. Oktober 1810 in Warren, Rhode Island; † 3. Januar 1875) war ein US-amerikanischer Politiker und von 1859 bis 1860 Gouverneur des Bundesstaates Rhode Island.

## Frühe Jahre und Aufstieg
In seiner Jugend arbeitete er zusammen mit seinem Vater an Bord eines Frachters, der zwischen Warren und Newport verkehrte. Danach arbeitete er in einem Kurzwarenladen, dessen Teilhaber er später wurde. Dann stieg er in das Versicherungsgeschäft ein, in dem er es bis zum Präsidenten einer Versicherungsgesellschaft brachte.

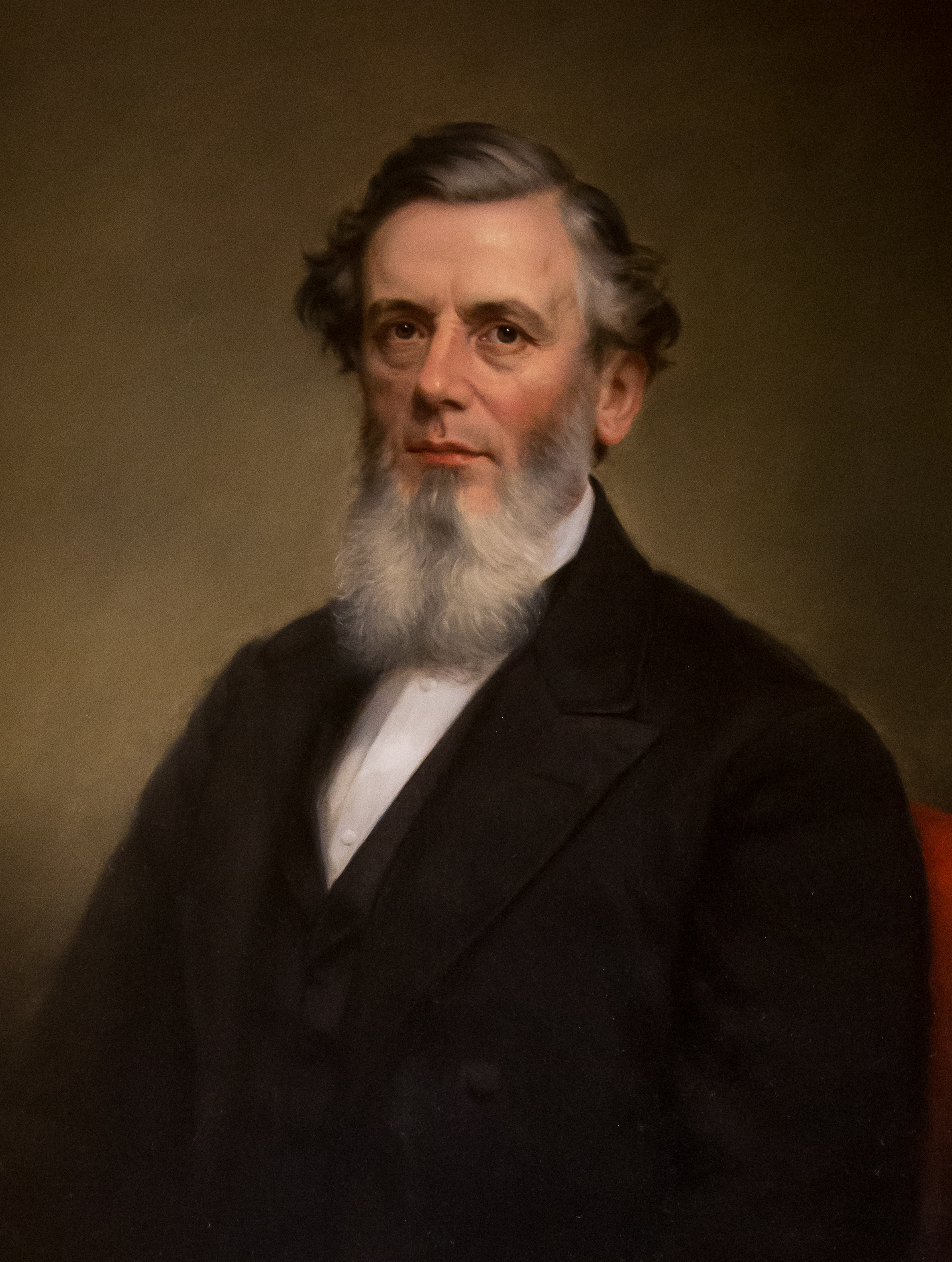
Thomas G. Turner

## Politische Laufbahn
Thomas Turner wurde Mitglied der Republikanischen Partei. Im Jahr 1857 wurde er als deren Kandidat zum Vizegouverneur von Rhode Island und 1859 zum neuen Gouverneur seines Staates gewählt. Turner war ein Anhänger von Abraham Lincoln. Trotzdem verfehlte er im Jahr 1860 die erneute Nominierung seiner Partei für das Amt des Gouverneurs. Nach seiner Gouverneurszeit wurde er von dem inzwischen zum Präsidenten gewählten Lincoln zum Leiter der Bundessteuerbehörde im ersten Distrikt von Rhode Island ernannt. Er war außerdem Kurator der Brown University und Mitglied der Historischen Gesellschaft von Rhode Island.

## Weiterer Lebenslauf
Turner war einer der Direktoren der Warren Manufacturing Company, der First National Bank of Warren, der Mechanics Machine Company und anderer Gesellschaften einschließlich einer weiteren Bank und einer Eisenbahngesellschaft. Er starb im Januar 1875. Mit seiner Frau Mary Pierce Luther hatte er sieben Kinder.